# Hamvas gyapjaslepke
A  hamvas gyapjaslepke (Calliteara pudibunda) a rovarok (Insecta) osztályába, a lepkék (Lepidoptera) rendjébe, ezen belül az Erebidae családba tartozó faj.

## Előfordulása
Európától Közép-Ázsiáig fordul elő. A Kárpát-medence hűvösebb helyein a leggyakoribb, de Skandinávia legtöbb régiójából hiányzik. Tengerszint feletti 1600 méteren már nagyon ritkán lehet találkozni vele.
Ez a palearktikus faj Magyarországon is gyakori, kivéve az Alföldön. Általában egy nemzedéke van, mely április végétől júliusig repül. Ritkán, ősszel egy apró imágókból álló második nemzedéke is repülhet, de a hazánkban történt megfigyelések szerint ez nálunk még nem fordult elő.
A hernyók június és október között találhatóak meg, majd bebábozódva, a földön lévő avarban, kérgek alatt begubózva telelnek át.
Sokféle lombos fán és bokron megél. Előfordul lombhullató-, vagy vegyes erdőkben, parkokban, kertekben, bozótosokban.
Elsősorban a bükkösökben gyakori, ahol néha kárt is okoz.
Magyarországon 2004-ben 110 ezer hektár, 2005-ben kb. 280 ezer hektár, 2019-ben 100 hektár területen rágta le a lepke hernyója a bükkfák leveleit.
Korábban a komló kártevője volt,
például Délkelet-Angliában is sokszor károsította a termő komlót.

## Megjelenése
A peték világos almazöld színűek, május–június körül rakja őket a nőstény lepke a tápnövényekre, és 2–3 hét alatt kelnek ki. A hernyók lassan növekednek, szeptember végére érik el a 40–45 mm-es végleges hosszúságukat.
A hernyók kifejlett állapotukban általában sárgászöld színűek, de lehetnek rózsaszín, mályva, barna, szürke, kékes, vagy akár fehér színűek is.
Sűrű szőrzettel borítottak, szelvényközeik általában feketék, melyek akkor láthatóak, ha az állat meghajtja a testét. Hátán négy, ecsetszerű, színes, tömött szőrcsomóval rendelkezik, potrohán eggyel, ami hosszabb és vékonyabb.   
A farokecset fontos azonosítási jellemző, de előfordulhat, hogy néhány példány nem rendelkezik vele.
Bábja feketésbarna színű, tora vörösesbarna, sárga fedőszőrökkel.
A hím imágók 40–50 mm nagyságúak, a nőstények kicsit nagyobbak, 50–70 mm-esek. Szárnyfesztávolságuk 40–60 mm.
A hímek feje, tora, fedőszárnyai hamuszürkék, az utóbbiakon eltérő mennyiségű sárgás árnyalattal. A potroh sárgás, a toron barna rajzolat látható. A szárny középső része barna haránt mintázattal tarkított, általában sötétebb, mint a többi rész. Az alsó szárny sárgás-fehéres színű, elmosódott, halványbarna rajzolattal. Fonákja is világos, majdnem fehér, ritkás, világosbarna mintázattal. 
Színei kontrasztosabbak, mint a nőstényeké.
A nőstények szárnyainak alapszíne fehéres-sárgás, sűrű szürkésbarna szemcsézéssel. Fonák része világos, a barna mintázat csak kevéssé látszik, de a középső részen feltűnő V alakú rész látható. 
A hímek és a nőstények esetében is megtalálható a melanizmus. Lehetnek részben, de teljesen is barnásszürkék, de a mintázat ilyenkor is áttűnik a sötét színen, valamint az elülső szárnyak mindig sötétebbek, mint a hátsók.
Mindkét nem teste és lábai is erősen szőrösek. Pihenő helyzetben jellegzetességeik előrenyújtott hosszú, bundás lábaik.

## Hasonló faj
Vesszős szövő (Gynaephora fascelina)

## A lárva tápnövényei
A lárvák polifágok, sokféle lombhullató növény leveleit fogyasztják. A leggyakoribbak a bükk, tölgy, nyír, fűz, hárs, gyertyán, mogyoró, galagonya, szilva.

## Képgaléria

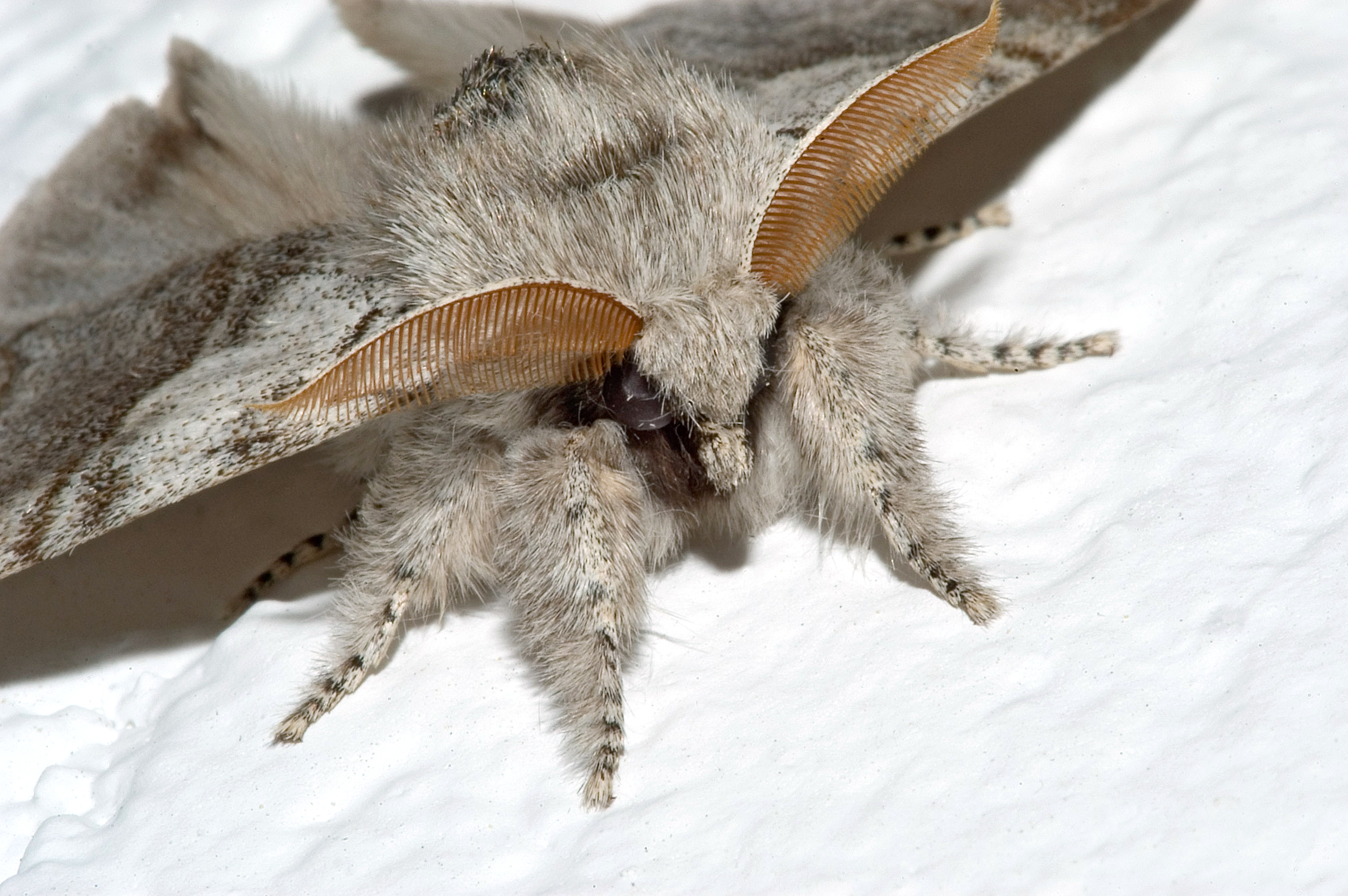
Az imágó szemből
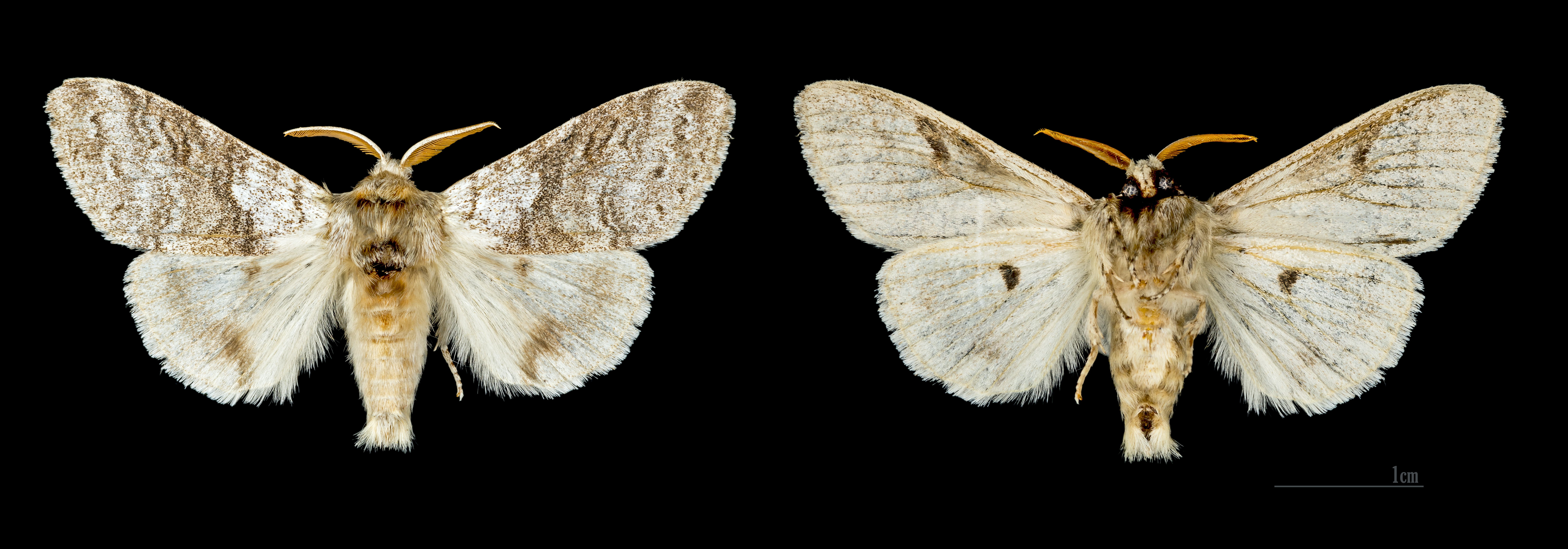
Hím imágó
Nőstény imágó
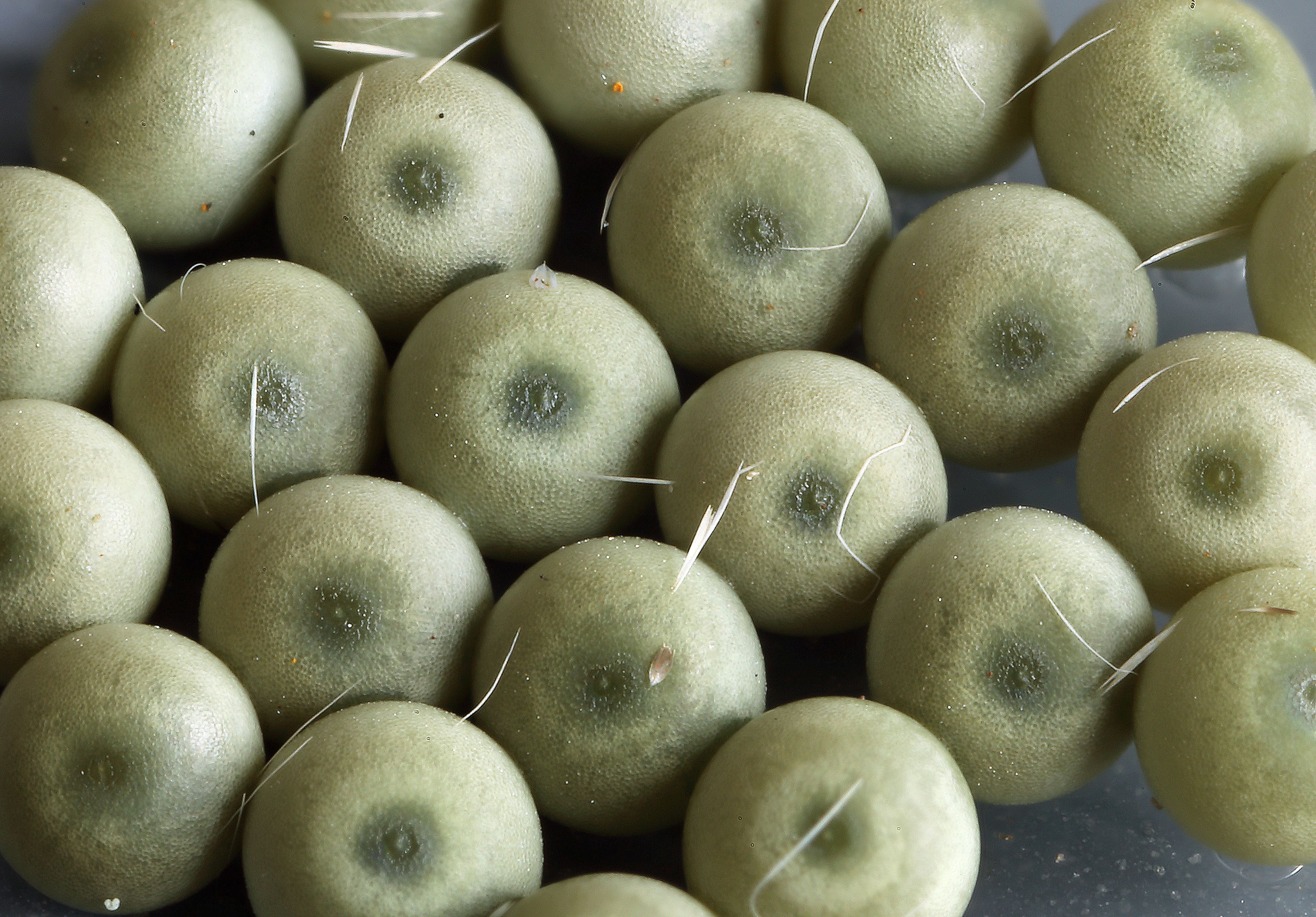
Petéi

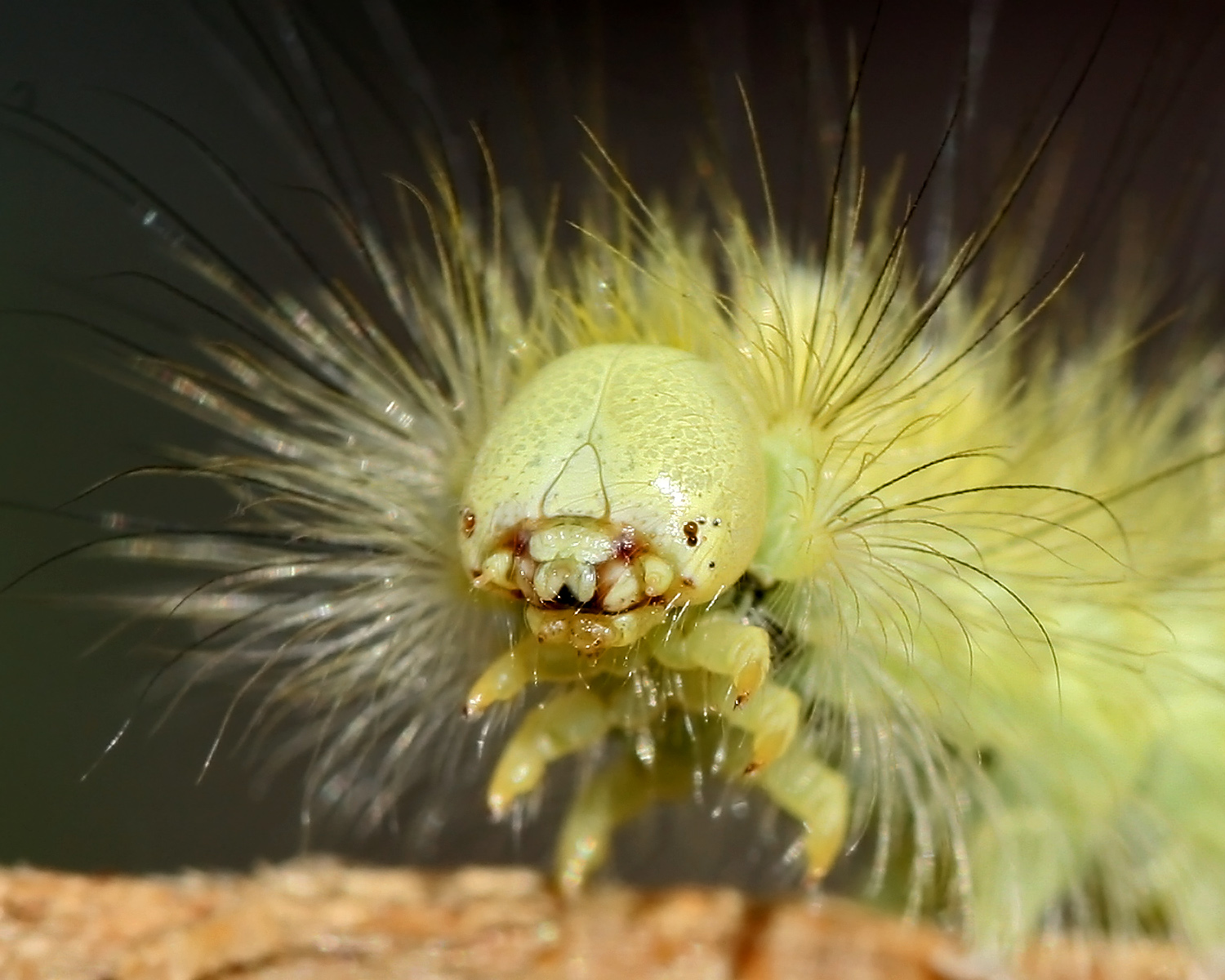
Hernyója szemből
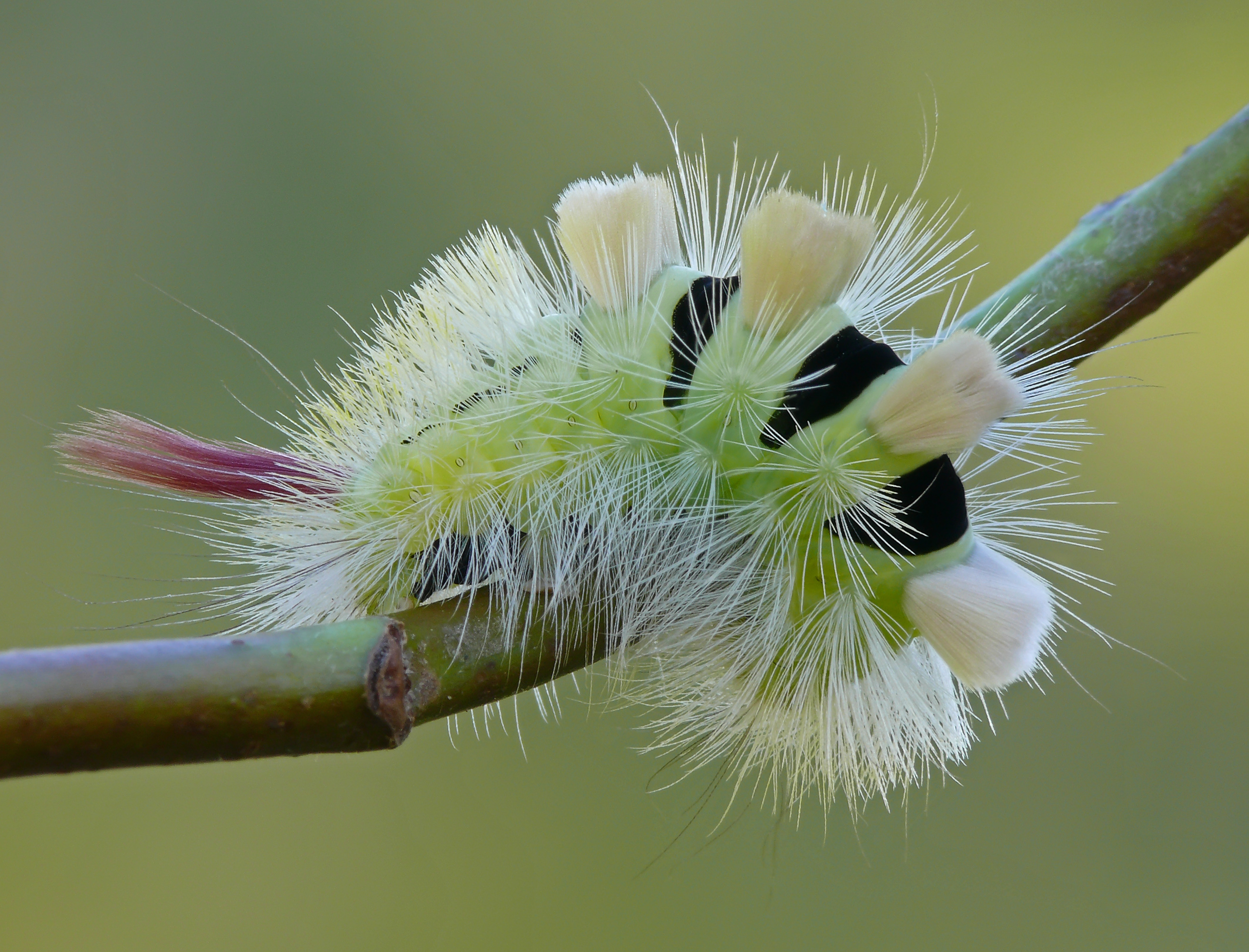
A faj hernyójának sárga,
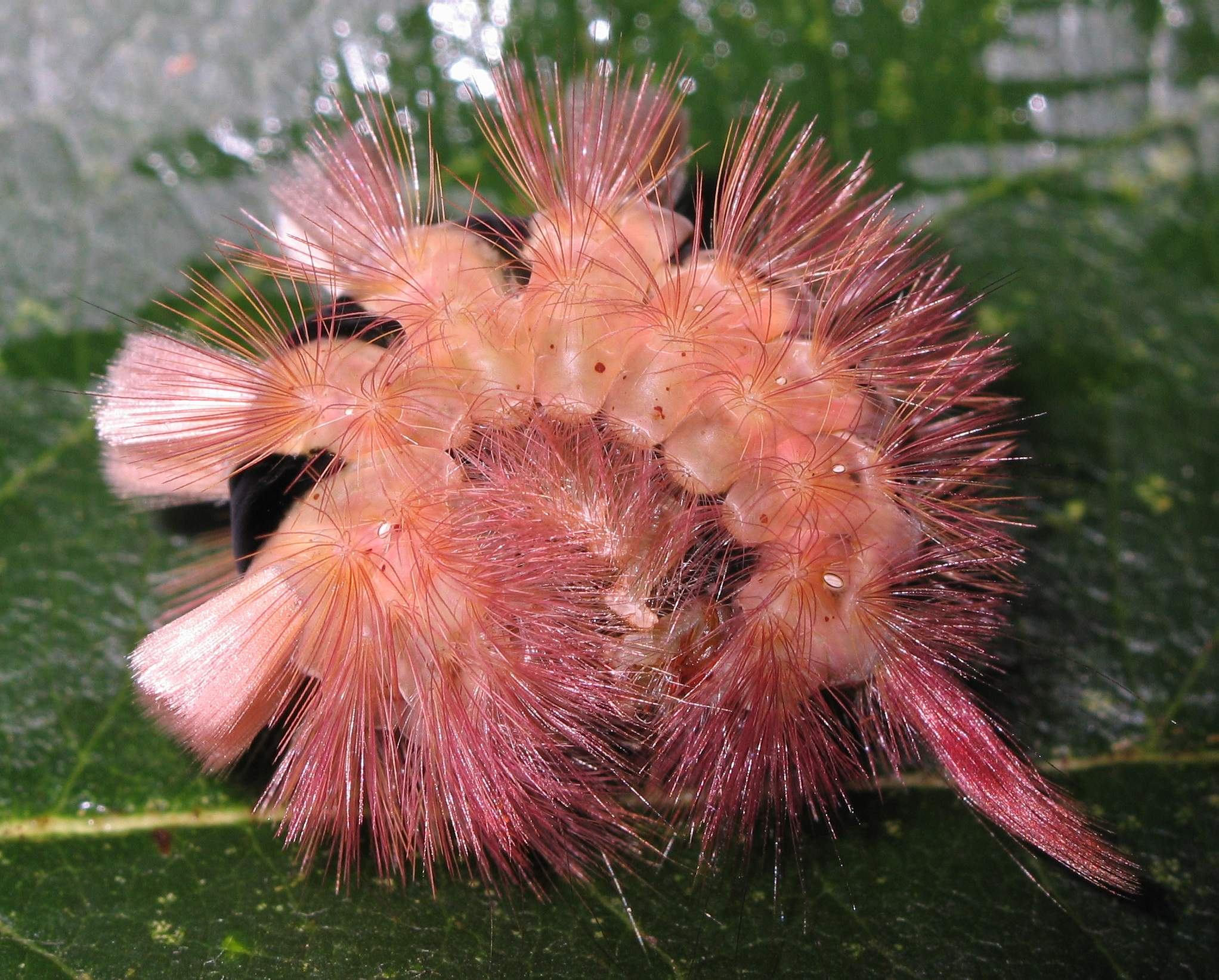
mályva
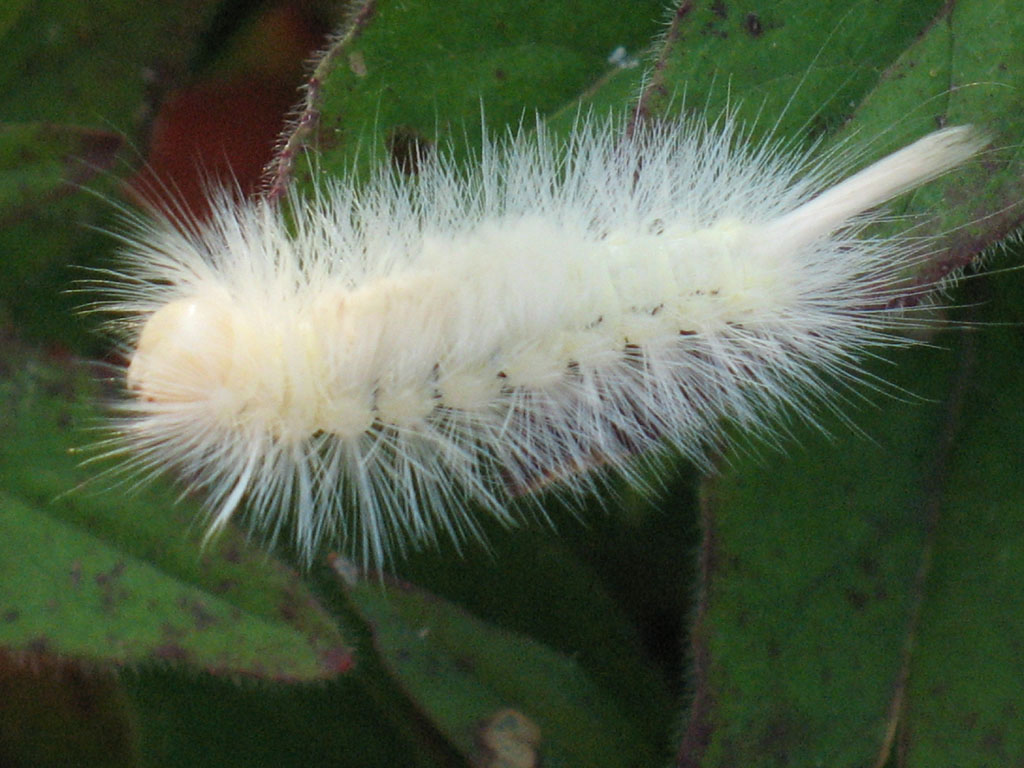
és fehér változata